# 肥胖多指瓷蟹
肥胖多指瓷蟹（学名：Polyonyx obesulus）为瓷蟹科多指瓷蟹屬下的一个种。